# Руан (округ)
Руан (фр. Rouen) — округ во Франции, один из округов в регионе Нормандия. Департамент округа — Приморская Сена. Супрефектура — Руан.
Население округа на 2018 год составляло 634 294 человека. Плотность населения составляет 327 чел./км². Площадь округа составляет 1941,01 км².

## Состав
Кантоны округа Руан (с 1 января 2017 года):
- Барантен
- Буа-Гийом
- Дарнеталь
- Ивто
- Кантелё
- Кодбек-ле-Эльбёф
- Ле-Гран-Кевийи
- Ле-Мениль-Энар
- Ле-Пети-Кевийи
- Мон-Сен-Эньян
- Нёшатель-ан-Бре (частично)
- Нотр-Дам-де-Бондвиль
- Пор-Жером-сюр-Сен (частично)
- Руан-1
- Руан-2
- Руан-3
- Сен-Валери-ан-Ко (частично)
- Сент-Этьен-дю-Рувре
- Соттевиль-ле-Руан
- Эльбёф

Кантоны округа Руан (с 22 марта 2015 года по 31 декабря 2016 года):
- Барантен
- Буа-Гийом
- Гурне-ан-Бре (частично)
- Дарнеталь
- Ивто (частично)
- Кантелё
- Кодбек-ле-Эльбёф
- Ле-Гран-Кевийи
- Ле-Мениль-Энар
- Ле-Пети-Кевийи
- Люнре (частично)
- Мон-Сен-Эньян
- Нотр-Дам-де-Бондвиль
- Нотр-Дам-де-Граваншон (частично)
- Руан-1
- Руан-2
- Руан-3
- Сент-Этьен-дю-Рувре
- Соттевиль-ле-Руан
- Эльбёф